# Лялько Степан Максимович
Степан Максимович Лялько (22 грудня 1904 — 13 червня 1976) — радянський військовик. Контрадмірал (1949); Кандидат військово-морських наук (1957).

## Біографія
Народився 22 грудня 1904 року в місті Переяслав. Закінчив Паралельні класи Військово-морського училища імені Фрунзе (1933), Спеціальні курси командного складу (СККС) ВМС РСЧА (1935), Академічні курси офіцерського складу (АКОС) при Військово-морській академії імені Ворошилова (1947), військово-морський факультет Військово-повітряної академії імені Ворошилова з золотою медаллю (1951).
Учень-комендор (артилерист), комендор Об'єднаної школи Навчального загону (10.1926-09.1927), курсант-молодший командир тієї ж школи (09.1927-05.1928), молодший командир 10-ї батареї Береговий оборони Морських Сил Чорного моря (05.1928-10.1929). Курсант Військово-морського училища імені Фрунзе (10.1929-05.1933). Курсант-стажер на кораблях Амурської військової флотилії (05-06.1933). Командир артилерійського сектора канонерського човна «Червоний Прапор» (06.1933-11.1934). Слухач Спеціальних курсів командного складу (СККС) ВМС РСЧА (11.1934-07.1935). Командир артилерійського сектора монітора «Свердлов» (08.1935-08.1936), помічник командира (08.1936-11.1937), командир монітора «Свердлов» (11.1937-03.1939), начальник штабу (03-10.1939), командир (10.1939-04.1940) 2-го окремого дивізіону моніторів, помічник начальника штабу (07-09.1940), заступник начальника штабу, він же начальник 2-го відділу (бойової підготовки) (09.1940-02.1942), начальник штабу Амурської військової флотилії (02.1942-11.1943).
З 1944 року капітан другого рангу, 02. 1944 — 9.5.1945 командир бригади річкових кораблів відновленої Дніпровської флотилії. Перша бригада річкових кораблів під його командуванням брала участь в Білоруській операції, звільненні міст Бобруйська та Пінська, за що була відзначена і їй було присвоєно найменування «Бобруйської». За успішне виконання бойових завдань після взяття Берліна, бригада, отримала почесне найменування «Берлінської».
Заступник начальника морського відділу при штабі Головнокомандувача військами Далекосхідного фронту (06-09.1945). Учасник Радянсько-японської війни. Начальник штабу Каспійської військової флотилії (09.1945-07.1947), з перервою. Слухач Академічні курсів офіцерського складу при Військово-морської академії імені Ворошилова (11.1946-08.1947). Командувач Дніпровської військової флотилії (07.1947-12.1949). Слухач військово-морського факультету Військово-повітряної академії імені Ворошилова (12.1949-11.1951). У розпорядженні начальника Військово-повітряної академії імені Ворошилова (11.1951-01.1952), начальник кафедри історії військово-морського мистецтва (01.1952-09.1956), заступник начальника кафедри (09.1956-08.1960 рр.; 08.1961-12.1965 рр.), старший викладач історії війни і військового мистецтва Військової академії Генерального штабу Збройних Сил СРСР (08.1960-08.1961).
Помер 13 червня 1976 р. і похований на Хімкинському кладовищі.

## Автор праць
Автор кількох навчальних посібників, численних статей в збірниках праць академії.

## Нагороди та відзнаки
- Орден Леніна,
- Два ордени Червоного Прапора,
- Орден Нахімова 2 ступеня,
- Орден Вітчизняної війни 1 ступеня,
- Два ордени Червоної Зірки,
- іменна зброя,
- Орден «Virtuti Militari» 5 класу (Польща).